# بينس سابو
بينس سابو (بالمجرية: Szabó Bence)‏ هو لاعب كرة قدم مجري، ولد في 10 يناير 1990 في بودابست في المجر. لعب مع نادي أويبست ونادي فاساس.

## وصلات خارجية
- بينس سابو على موقع قاعدة بيانات كرة القدم.إي يو (الإنجليزية)